# UFC 82
UFC 82: Pride of a Champion foi um evento de artes marciais mistas promovido pelo Ultimate Fighting Championship, ocorreu em 1 de março de 2008 na Nationwide Arena em Columbus, Ohio. 

## Background
Teve como luta principal o confronto entre o Campeão Peso Médio do UFC Anderson Silva e o Campeão Meio Médio do Pride Dan Henderson, valendo a unificação dos cinturões. Nesse mesmo evento o lutador Mark Coleman foi introduzido no Hall da Fama do UFC e o anuncio de Chuck Lidell no UFC 85.

## Resultados
Nota 1 Pelo Cinturão Peso-Médio do UFC.

## Bônus da Noite
- Luta da Noite:  Anderson Silva vs.  Dan Henderson
- Nocaute da Noite:  Chris Leben
- Finalização da Noite:  Anderson Silva

## Ligações Externas
Site oficial do evento (em inglês)
1. ↑  Nota 1